# Seznam olympijských medailistů ve stolním tenisu
Stolní tenis je olympijským sportem od roku 1988. Následující tabulky obsahují seznamy olympijských medailistů v jednotlivých kategoriích.

## Mužská dvouhra
| Rok      | Zlato                           | Stříbro                              | Bronz                              |
| -------- | ------------------------------- | ------------------------------------ | ---------------------------------- |
| LOH 1988 | Yoo Nam Kyu · Jižní Korea (KOR) | Kim Ki Taek · Jižní Korea (KOR)      | Erik Lindh · Švédsko (SWE)         |
| LOH 1992 | Jan-Ove Waldner · Švédsko (SWE) | Jean-Philippe Gatien · Francie (FRA) | Ma Wenge · Čína (CHN)              |
| LOH 1992 | Jan-Ove Waldner · Švédsko (SWE) | Jean-Philippe Gatien · Francie (FRA) | Kim Taek Soo · Jižní Korea (KOR)   |
| LOH 1996 | Liou Kuo-liang · Čína (CHN)     | Wang Tao · Čína (CHN)                | Jörg Rosskopf · Německo (GER)      |
| LOH 2000 | Kchung Ling-chuej · Čína (CHN)  | Jan-Ove Waldner · Švédsko (SWE)      | Liou Kuo-liang · Čína (CHN)        |
| LOH 2004 | Ju Sung-min · Jižní Korea (KOR) | Wang Chao · Čína (CHN)               | Wang Li-čchin · Čína (CHN)         |
| LOH 2008 | Ma Lin · Čína (CHN)             | Wang Chao · Čína (CHN)               | Wang Li-čchin · Čína (CHN)         |
| LOH 2012 | Čang Ťi-kche · Čína (CHN)       | Wang Chao · Čína (CHN)               | Dimitrij Ovtcharov · Německo (GER) |
| LOH 2016 | Ma Lung · Čína (CHN)            | Čang Ťi-kche · Čína (CHN)            | Džun Mizutani · Japonsko (JPN)     |
| LOH 2020 | Ma Lung · Čína (CHN)            | Fan Čen-tung · Čína (CHN)            | Dimitrij Ovtcharov · Německo (GER) |
| LOH 2024 | Fan Čen-tung · Čína (CHN)       | Truls Möregårdh · Švédsko (SWE)      | Félix Lebrun · Francie (FRA)       |

## Mužská čtyřhra
| Rok      | Zlato                                             | Stříbro                                               | Bronz                                                  |
| -------- | ------------------------------------------------- | ----------------------------------------------------- | ------------------------------------------------------ |
| LOH 1988 | · Čína (CHN) · Chen Longcan · Wei Qingguang       | · Jugoslávie (YUG) · Ilije Lupulesku · Zoran Primorac | · Jižní Korea (KOR) · Yoo Nam Kyu · Ahn Jae Hyung      |
| LOH 1992 | · Čína (CHN) · Wang Tao · Lu Lin                  | · Německo (GER) · Jörg Rosskopf · Steffen Fetzner     | · Jižní Korea (KOR) · Kang Hee Chan · Lee Chul Seung   |
| LOH 1992 | · Čína (CHN) · Wang Tao · Lu Lin                  | · Německo (GER) · Jörg Rosskopf · Steffen Fetzner     | · Jižní Korea (KOR) · Kim Taek Soo · Yoo Nam Kyu       |
| LOH 1996 | · Čína (CHN) · Kchung Ling-chuej · Liou Kuo-liang | · Čína (CHN) · Wang Tao · Lu Lin                      | · Jižní Korea (KOR) · Lee Chul Seung · Yoo Nam Kyu     |
| LOH 2000 | · Čína (CHN) · Wang Li-čchin · Yan Sen            | · Čína (CHN) · Kchung Ling-chuej · Liou Kuo-liang     | · Francie (FRA) · Jean-Philippe Gatien · Patrick Chila |
| LOH 2004 | · Čína (CHN) · Ma Lin · Chen Qi                   | · Hongkong (HKG) · Ko Lai Chak · Li Ching             | · Dánsko (DEN) · Michael Maze · Finn Tugwell           |

## Mužská družstva
| Rok      | Zlato                                                   | Stříbro                                                                | Bronz                                                             |
| -------- | ------------------------------------------------------- | ---------------------------------------------------------------------- | ----------------------------------------------------------------- |
| LOH 2008 | · Čína (CHN) · Wang Chao · Ma Lin · Wang Li-čchin       | · Německo (GER) · Timo Boll · Christian Süß · Dimitrij Ovtcharov       | · Jižní Korea (KOR) · Oh Sang-eun · Ju Sung-min · Yoon Jae-young  |
| LOH 2012 | · Čína (CHN) · Wang Chao · Čang Ťi-kche · Ma Lung       | · Jižní Korea (KOR) · Oh Sang-Eun · Ču Se-hjok · Ryu Seung-Min         | · Německo (GER) · Timo Boll · Dimitrij Ovtcharov · Bastian Steger |
| LOH 2016 | · Čína (CHN) · Čang Ťi-kche · Ma Lung · Sü Sin          | · Japonsko (JPN) · Koki Niwa · Džun Mizutani · Maharu Yoshimura        | · Německo (GER) · Timo Boll · Dimitrij Ovtcharov · Bastian Steger |
| LOH 2020 | · Čína (CHN) · Fan Čen-tung · Ma Lung · Sü Sin          | · Německo (GER) · Dimitrij Ovtcharov · Patrick Franziska · Timo Boll   | · Japonsko (JPN) · Džun Mizutani · Koki Niwa · Tomokazu Harimoto  |
| LOH 2024 | · Čína (CHN) · Fan Čen-tung · Ma Lung · Wang Čchu-čchin | · Švédsko (SWE) · Truls Möregårdh · Kristian Karlsson · Anton Källberg | · Francie (FRA) · Simon Gauzy · Alexis Lebrun · Félix Lebrun      |

## Ženská dvouhra
| Rok      | Zlato                       | Stříbro                            | Bronz                             |
| -------- | --------------------------- | ---------------------------------- | --------------------------------- |
| LOH 1988 | Chen Jing · Čína (CHN)      | Li Huifen · Čína (CHN)             | Jiao Zhimin · Čína (CHN)          |
| LOH 1992 | Teng Ja-pching · Čína (CHN) | Qiao Hong · Čína (CHN)             | Hjon Čong-hwa · Jižní Korea (KOR) |
| LOH 1992 | Teng Ja-pching · Čína (CHN) | Qiao Hong · Čína (CHN)             | Li Bun Hui · Severní Korea (PRK)  |
| LOH 1996 | Teng Ja-pching · Čína (CHN) | Chen Jing · Tchaj-wan (TPE)        | Qiao Hong · Čína (CHN)            |
| LOH 2000 | Wang Nan · Čína (CHN)       | Li Ju · Čína (CHN)                 | Chen Jing · Tchaj-wan (TPE)       |
| LOH 2004 | Čang I-ning · Čína (CHN)    | Kim Hyang Mi · Severní Korea (PRK) | Kim Kyung Ah · Jižní Korea (KOR)  |
| LOH 2008 | Čang I-ning · Čína (CHN)    | Wang Nan · Čína (CHN)              | Kuo Jüe · Čína (CHN)              |
| LOH 2012 | Li Siao-sia · Čína (CHN)    | Ting Ning · Čína (CHN)             | Feng Tianwei · Singapur (SIN)     |
| LOH 2016 | Ting Ning · Čína (CHN)      | Li Siao-sia · Čína (CHN)           | Kim Song-i · Severní Korea (PRK)  |
| LOH 2020 | Čchen Meng · Čína (CHN)     | Sun Jing-ša · Čína (CHN)           | Mima Ito · Japonsko (JPN)         |
| LOH 2024 | Čchen Meng · Čína (CHN)     | Sun Jing-ša · Čína (CHN)           | Hina Hajatová · Japonsko (JPN)    |

## Ženská čtyřhra
| Rok      | Zlato                                               | Stříbro                                        | Bronz                                                |
| -------- | --------------------------------------------------- | ---------------------------------------------- | ---------------------------------------------------- |
| LOH 1988 | · Jižní Korea (KOR) · Yang Young Ya · Hjon Čong-hwa | · Čína (CHN) · Jiao Zhimin · Chen Jing         | · Jugoslávie (YUG) · Jasna Fazlic · Gordana Perkucin |
| LOH 1992 | · Čína (CHN) · Teng Ja-pching · Qiao Hong           | · Čína (CHN) · Chen Zihe · Gao Jun             | · Severní Korea (PRK) · Li Bun Hui · Yu Sun Bok      |
| LOH 1992 | · Čína (CHN) · Teng Ja-pching · Qiao Hong           | · Čína (CHN) · Chen Zihe · Gao Jun             | · Jižní Korea (KOR) · Hong Cha Ok · Hjon Čong-hwa    |
| LOH 1996 | · Čína (CHN) · Teng Ja-pching · Qiao Hong           | · Čína (CHN) · Liu Wei · Qiao Yunping          | · Jižní Korea (KOR) · Park Hae Jung · Ryu Ji-Hye     |
| LOH 2000 | · Čína (CHN) · Wang Nan · Li Ju                     | · Čína (CHN) · Sun Jin · Yang Ying             | · Jižní Korea (KOR) · Kim Moo Kyo · Ryu Ji-Hye       |
| LOH 2004 | · Čína (CHN) · Wang Nan · Čang I-ning               | · Jižní Korea (KOR) · Lee Eun Sil · Suk Eun Mi | · Čína (CHN) · Kuo Jüe · Niu Jianfeng                |

## Ženská družstva
| Rok      | Zlato                                                 | Stříbro                                                           | Bronz                                                            |
| -------- | ----------------------------------------------------- | ----------------------------------------------------------------- | ---------------------------------------------------------------- |
| LOH 2008 | · Čína (CHN) · Wang Nan · Čang I-ning · Kuo Jüe       | · Singapur (SIN) · Feng Tianwei · Li Jia Wei · Wang Yue Gue       | · Jižní Korea (KOR) · Kim Kyung-ah · Dang Ye-seo · Park Mi-young |
| LOH 2012 | · Čína (CHN) · Ting Ning · Kuo Jüe · Li Siao-sia      | · Japonsko (JPN) · Ai Fukuhara · Sayaka Hirano · Kasumi Ishikawa  | · Singapur (SIN) · Li Jiawei · Feng Tianwei · Wang Yuegu         |
| LOH 2016 | · Čína (CHN) · Liou Š'-wen · Ting Ning · Li Siao-sia  | · Německo (GER) · Han Ying · Petrissa Solja · Shan Xiaona         | · Japonsko (JPN) · Ai Fukuhara · Kasumi Ishikawa · Mima Ito      |
| LOH 2020 | · Čína (CHN) · Čchen Meng · Wang Man-jü · Sun Jing-ša | · Japonsko (JPN) · Mima Ito · Kasumi Ishikawaová · Miu Hiranová   | · Hongkong (HKG) · Doo Hoi Kem · Lee Ho Ching · Minnie Soo       |
| LOH 2024 | · Čína (CHN) · Čchen Meng · Wang Man-jü · Sun Jing-ša | · Japonsko (JPN) · Hina Hajatová · Miwa Harimotová · Miu Hiranová | · Jižní Korea (KOR) · Sin Ju-pin · Čon Či-hi · I Un-hjo          |

## Smíšená čtyřhra
| Rok      | Zlato                                        | Stříbro                                            | Bronz                                           |
| -------- | -------------------------------------------- | -------------------------------------------------- | ----------------------------------------------- |
| LOH 2020 | · Japonsko (JPN) · Džun Mizutani · Mima Ito  | · Čína (CHN) · Sü Sin · Liu Shiwen                 | · Tchaj-wan (TPE) · Lin Yun-ju · Cheng I-ching  |
| LOH 2024 | · Čína (CHN) · Wang Čchu-čchin · Sun Jing-ša | · Severní Korea (PRK) · Ri Čong-sik · Kim Kum-jong | · Jižní Korea (KOR) · Lim Čong-hun · Sin Ju-pin |